# The Breeze: An Appreciation of JJ Cale
The Breeze: An Appreciation of JJ Cale je studiové album anglického hudebníka Erica Claptona (vyšlo jako „Eric Clapton & Friends“). Vydáno bylo 29. července roku 2014 a jde o poctu hudebníkovi JJ Caleovi, který v předchozím roce zemřel. Deska svůj název dostala podle písně „Call Me the Breeze“ z roku 1972. Spolu s Claptonem nahrávku produkoval Simon Climie. Na albu se podíleli například Mark Knopfler, Tom Petty nebo Willie Nelson.

## Seznam skladeb
| Pořadí | Název                               | Autor                    | Zpěv                      | Délka |
| ------ | ----------------------------------- | ------------------------ | ------------------------- | ----- |
| 1.     | Call Me the Breeze                  | JJ Cale                  | Eric Clapton              | 3:07  |
| 2.     | Rock and Roll Records               | Cale                     | Clapton, Tom Petty        | 2:19  |
| 3.     | Someday                             | Cale, Walt Richmond      | Mark Knopfler             | 3:48  |
| 4.     | Lies                                | Cale                     | Clapton, John Mayer       | 3:07  |
| 5.     | Sensitive Kind                      | Cale                     | Don White                 | 5:17  |
| 6.     | Cajun Moon                          | Cale                     | Clapton                   | 2:28  |
| 7.     | Magnolia                            | Cale                     | Mayer                     | 3:42  |
| 8.     | I Got the Same Old Blues            | Cale                     | Petty, Clapton            | 3:03  |
| 9.     | Songbird                            | Cale                     | Willie Nelson, Clapton    | 2:56  |
| 10.    | Since You Said Goodbye              | Cale                     | Clapton                   | 3:01  |
| 11.    | I'll Be There (If You Ever Want Me) | Ray Price, Rusty Gabbard | White, Clapton            | 2:37  |
| 12.    | The Old Man and Me                  | Cale                     | Petty                     | 2:56  |
| 13.    | Train to Nowhere                    | Cale                     | Knopfler, White, Clapton  | 4:51  |
| 14.    | Starbound                           | Cale                     | Nelson, Derek Trucks      | 2:03  |
| 15.    | Don't Wait                          | Cale, Christine Lakeland | Clapton, Mayer            | 2:47  |
| 16.    | Crying Eyes                         | Cale                     | Clapton, Lakeland, Trucks | 3:31  |

## Obsazení
- Eric Clapton – zpěv, kytara, dobro
- Tom Petty – zpěv, kytara
- Mark Knopfler – kytara, zpěv
- John Mayer – kytara, zpěv
- Willie Nelson – kytara, zpěv
- Don White – kytara, zpěv
- Reggie Young – kytara
- Derek Trucks – kytara
- Albert Lee – kytara
- David Lindley – kytara
- Don Preston – kytara
- Christine Lakeland – kytara, zpěv
- Mike Campbell - kytara
- Doyle Bramhall II – kytara
- Greg Leisz – pedálová steel kytara
- Jimmy Markham – harmonika
- Mickey Raphael – harmonika
- Michelle John – doprovodné vokály
- Sharon White – doprovodné vokály
- James Cruce – bicí
- Jim Karstein – bicí
- Jamie Oldaker – bicí
- David Teegarden – bicí
- Satnam Ramgotra – tabla
- Simon Climie – klávesy, varhany, klavír, programování bicích, perkuse, doprovodné vokály
- Nathan East – baskytara
- Jim Keltner – bicí
- Walt Richmond – klávesy, varhany, klavír